# Beograd nemzetközi gyorsvonat
A Beograd nemzetközi gyorsvonat a budapesti Keleti pályaudvar és Belgrád Központi pályaudvar között közlekedik napi egy járatpárral. A vonatot a MÁV-START és a ŽS üzemelteti (vonatszám: 340-341).

## Története
A vonat 1992/1993-as menetrendváltástól közlekedik Budapest-Keleti pályaudvartól Belgrád főpályaudvarig. 1992-2002 között a vonat Bécs főpályaudvarig közlekedett Beograd-Express néven. 2003/2004-es menetrendváltástól már csak Budapest és Belgárd között közlekedik gyorsvonatként. A szerb vasúti pálya felújítása miatt a vonat 2019. január 31-étől menetrendváltásig csak Kelebiáig közlekedett. 2019. december 15-től szünetel. Jelenleg nem pótolja semmi. 2022. február 1-jétől a magyar részen is elkezdődik a pályafelújítás.

## Vonatösszeállítás
Szünetelése előtt a vonatot a szerb vasút által kiállított személykocsik alkották. A szerelvényt Szabadkáig a MÁV V43-as mozdonyai, míg Szabadka és Belgrád között a szerb vasút 441-es sorozatú mozdonyai vontatták.

## Megállóhelyei
- Budapest-Keleti
- Ferencváros
- Kunszentmiklós-Tass
- Kiskőrös
- Kiskunhalas
- Kelebia
- Subotica (Szabadka)
- Bačka Topola (Topolya)
- Vrbas (Verbász)
- Novi Sad (Újvidék)
- Inđija (Ingyja)
- Stara Pazova (Ópazova)
- Novi Beograd (Újbelgrád)
- Beograd-Centar (Belgrád-Központi)